# 정혜윤 (가수)

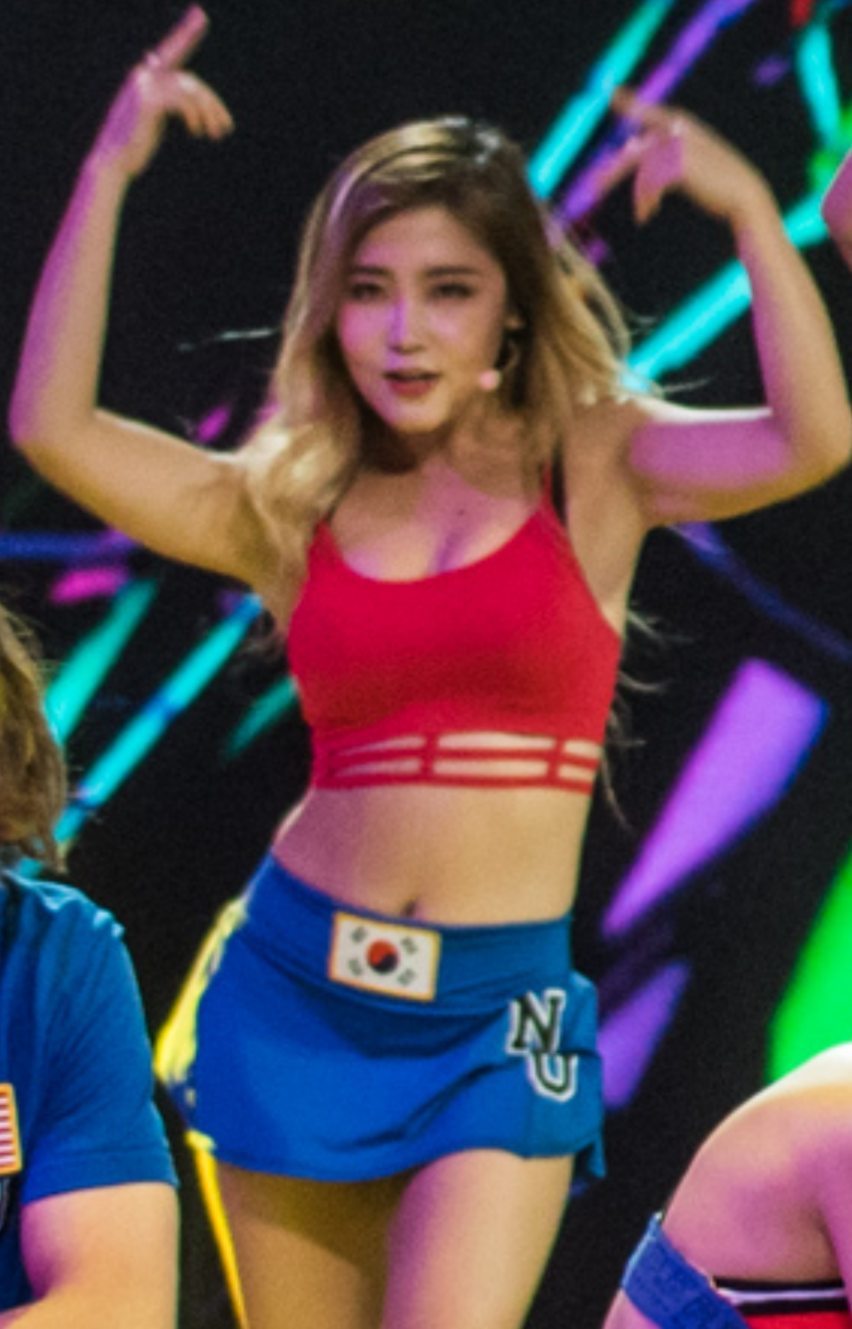

정혜윤(1996년 10월 1일 ~ )은 대한민국의 댄서, 가수, 래퍼, 안무가다. 글로벌 팝 그룹 나우 유나이티드에서 대한민국을 대표하고 있다. 나우 유나이티드에 참가하기 전에는 유튜브에서 안무 영상으로 알려져 있었다.

## 생애
1996년 10월 1일 대한민국 대전광역시에서 태어났다. 3세 때 혜윤은 발레 연습을 시작했다. 수년 뒤 음악가가 되기로 마음먹는다. 2015년, 서울특별시로 건너가 음악 산업에서 프로 경력을 추구하게 된다.